# SCB-125

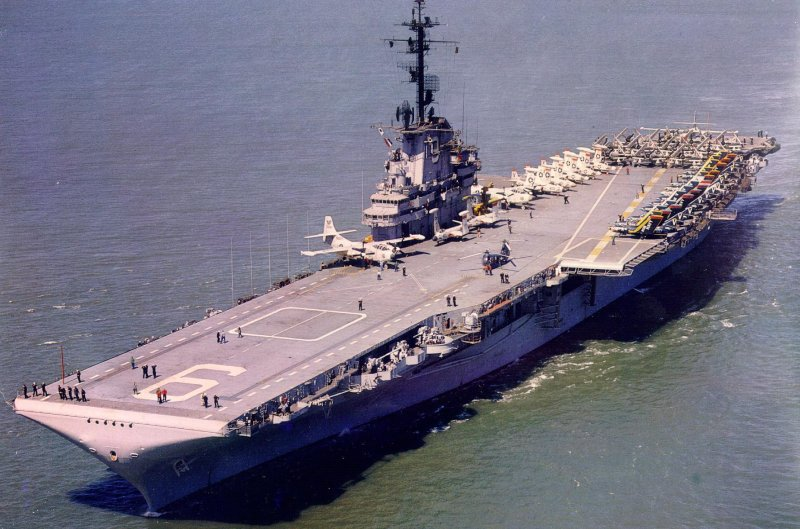
1956年の「エセックス」

SCB-125(英語: Ship Characteristics Board Program 125) は、アメリカ海軍がエセックス級航空母艦を対象に実施した近代化改装であり、SCB-27改装の対象艦に対し1954年から1959年の間に実施された。目的は、アングルド・デッキ装備をはじめとした飛行甲板の拡張による艦上機運用能力向上および航海性能向上にあった。

## 改装の経緯

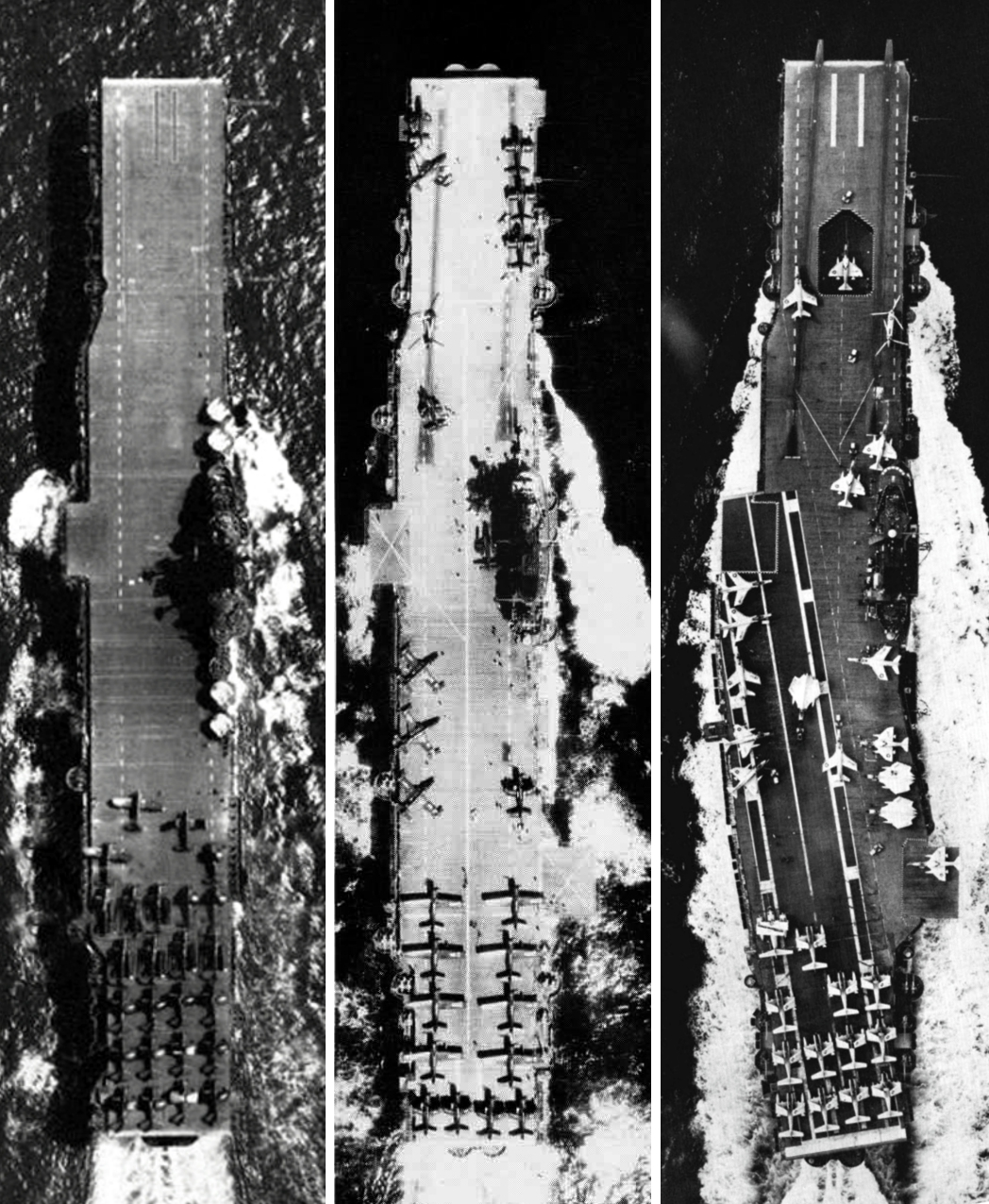
「イントレピッド」の艦影を竣工時、SCB-27C改装後、SCB-125改装後で比較

イギリスではカタパルトの発明に続き、より発着艦を合理化できる飛行甲板設計としてアングルド・デッキが考案され、1952年2月より試験を実施していた。アメリカ海軍でも1953年より「アンティータム」で同様の試験を実施した後、当時SCB-27C改装の途上にあった「シャングリラ」「レキシントン」「ボノム・リシャール」の3隻に対し、アングルド・デッキ化などを含む改装をSCB-125と総称して同時に施行することとした。1954年からは、SCB-27A/C改装を受けた艦のうち「レイク・シャンプレイン」を除く10隻も同様の改装を受けた。
本改装の工期は1年半程度で、SCB-27に比べると船体の基本構造の変更は少ないものの、後部エレベータの移設や艦首のエンクローズド・バウ化等によって外見上は大きく変化している。

## 改装の内容
共通内容
- アングルド・デッキの装備

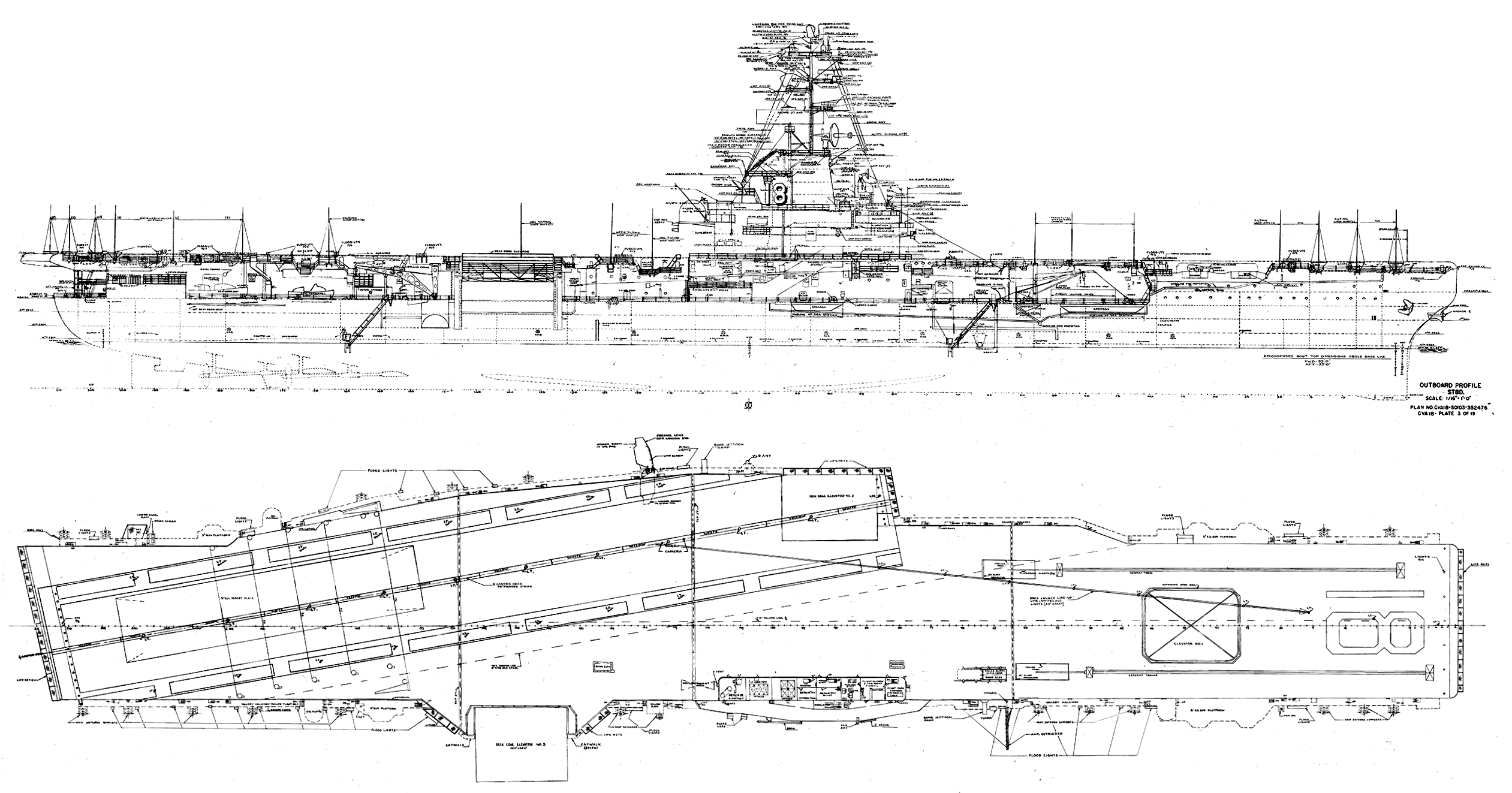
「ワスプ」の図面

- 艦首部を甲板と一体化（エンクローズド・バウ化）
- ミラー・ランディング・システムを導入
- Mk.7アレスティング・ギアの装備
- 第一航空管制室を艦橋後端に移設
- 空調設備の設置

艦ごとの差異
- SCB-27A改装を受けていた艦のみ、飛行甲板後方のエレベータ（第三エレベータ）を甲板上から右舷デッキ端に移設（SCB-27C改装では既に実施済み）
- カタパルトについてはSCB-27C改装で蒸気式のC-11が導入されていたが、SCB-27A改装対象艦は能力の劣る油圧式H8のままで結局更新されなかった（カタパルト機器室の容積不足により）。
- 「ハンコック」「イントレピッド」「タイコンデロガ」は第三エレベータの位置が若干後方であり、この三艦と「オリスカニー」は飛行甲板前方のエレベータ（第一エレベータ）の面積が拡大され五角形となった（大型機に対応するため）。なお、第一エレベータの拡大については「シャングリラ」「レキシントン」「ボノム・リシャール」も追加で実施している[1]。
- 「オリスカニー」はSCB-125改装を最後に受けた艦であるが、飛行甲板の素材にアルミニウムを導入、カタパルトを油圧式H8から蒸気式改良型のC11-1に、アレスティング・ギアをフォレスタル級と同じMk.7-1に更新するなど、さらに充実した内容となった[2]（本艦の改装のみ「SCB-125A改装」と呼ばれる[3]）。

## SCB-125改装対象艦の一覧

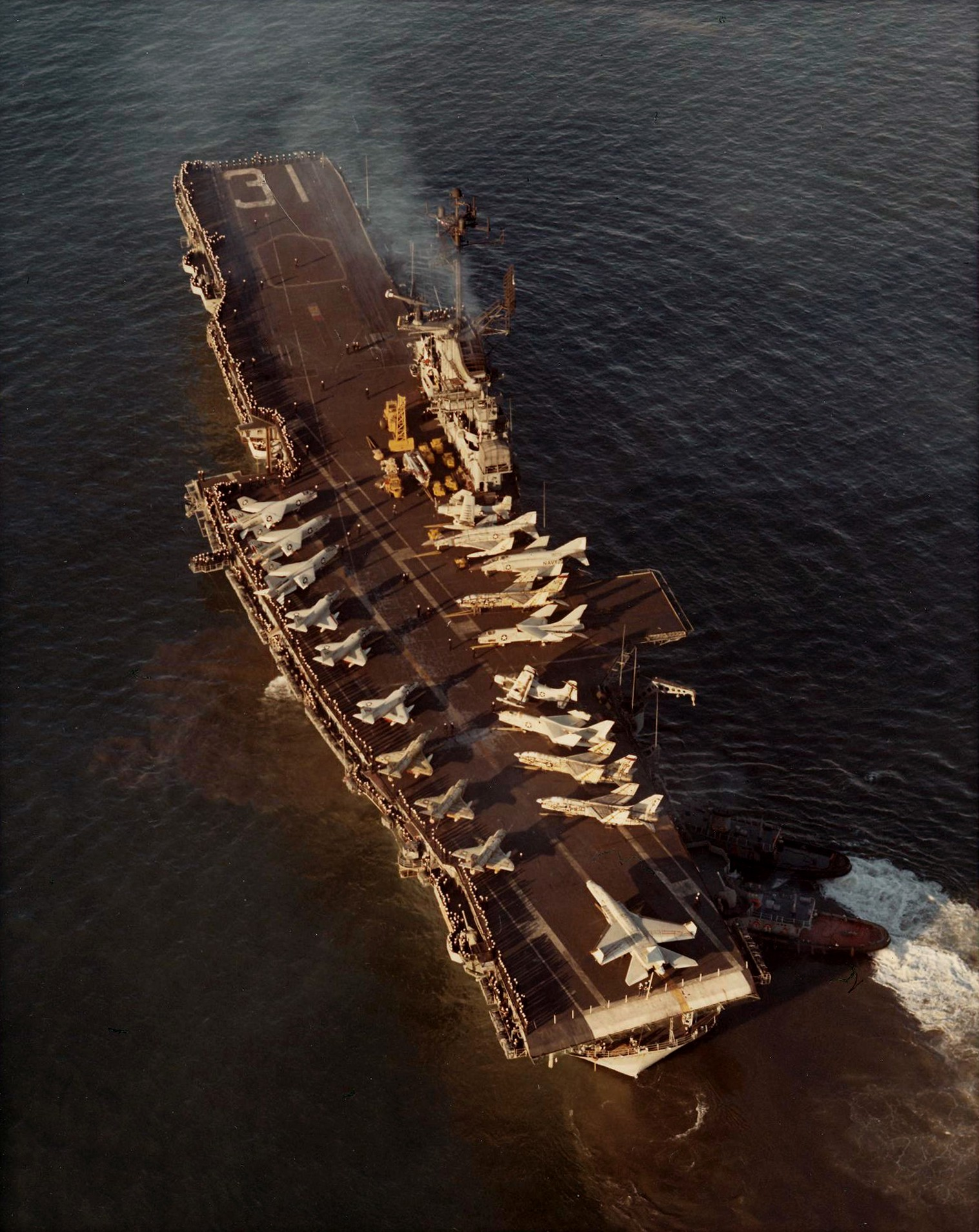
1970年の「ボノム・リシャール」（後方から）

| 艦番号 | 艦名                                     | 区分        | 改装場所                 | 開始        | 完了        | 退役           |
| ------ | ---------------------------------------- | ----------- | ------------------------ | ----------- | ----------- | -------------- |
| CVA-38 | シャングリラ USS Shangri-la              | SCB-27C/125 | ピュージェット・サウンド | 1952年 10月 | 1955年 1月  | 1971年 7月30日 |
| CVA-16 | レキシントン USS Lexington               | SCB-27C/125 | ピュージェット・サウンド | 1953年 9月  | 1955年 8月  | 1991年 11月8日 |
| CVA-31 | ボノム・リシャール USS Bon Homme Richard | SCB-27C/125 | ハンターズ・ポイント     | 1953年 5月  | 1955年 9月  | 1971年 7月2日  |
| CVA-20 | ベニントン USS Bennington                | SCB-125     | ニューヨーク             | 1954年 6月  | 1955年 5月  | 1970年 1月15日 |
| CVA-10 | ヨークタウン USS Yorktown                | SCB-125     | ピュージェット・サウンド | 1955年 3月  | 1955年 10月 | 1970年 6月27日 |
| CVA-18 | ワスプ USS Wasp                          | SCB-125     | ハンターズ・ポイント     | 1955年 3月  | 1955年 12月 | 1972年 7月1日  |
| CVA-15 | ランドルフ USS Randolph                  | SCB-125     | ノーフォーク             | 1955年 8月  | 1956年 2月  | 1969年 2月13日 |
| CVA-9  | エセックス USS Essex                     | SCB-125     | ピュージェット・サウンド | 1955年 8月  | 1956年 1月  | 1969年 6月30日 |
| CVA-12 | ホーネット USS Hornet                    | SCB-125     | ピュージェット・サウンド | 1956年 1月  | 1956年 8月  | 1970年 6月26日 |
| CVA-19 | ハンコック USS Hancock                   | SCB-125     | ハンターズ・ポイント     | 1956年 4月  | 1956年 11月 | 1976年 1月31日 |
| CVA-33 | キアサージ USS Kearsarge                 | SCB-125     | ピュージェット・サウンド | 1956年 7月  | 1957年 1月  | 1970年 2月13日 |
| CVA-14 | タイコンデロガ USS Ticonderoga           | SCB-125     | ノーフォーク             | 1956年 8月  | 1957年 4月  | 1973年 9月01日 |
| CVA-11 | イントレピッド USS Intrepid              | SCB-125     | ニューヨーク             | 1956年 9月  | 1957年 5月  | 1974年 3月15日 |
| CVA-34 | オリスカニー USS Oriskany                | SCB-125A    | ハンターズ・ポイント     | 1957年 1月  | 1959年 3月  | 1976年 9月30日 |